# مونتي ديفيس
مونتي ديفيس (بالإنجليزية: Monti Davis)‏ مواليد 26 يوليو 1958 في وارن - الوفاة 4 يونيو 2013، كان لاعب كرة سلة أمريكي. بدأ مسيرته الاحترافية في سنة 1980. تم اختياره من قبل فريق فيلادلفيا سفنتي سيكسرز خلال الدرافت. بلغ طوله 6 قدم 7 بوصة (2.0 م). اعتزل اللعب في 1981. لعب مع فيلادلفيا سفنتي سيكسرز ودالاس مافيريكس.

## روابط خارجية
- مونتي ديفيس على موقع إن بي أي (الإنجليزية)
- مونتي ديفيس على موقع سبورتس رفرنس (الإنجليزية)
- مونتي ديفيس على موقع كلية كرة السلة في سبورتس رفرنس.كوم (الإنجليزية)
- مونتي ديفيس على موقع ريلجم (الإنجليزية)
- مونتي ديفيس على موقع بروبوليرز (الإنجليزية)